# Скатол

Скатол

Скато́л (3-метиліндол) — гетероциклічна хімічна сполука. Похідна індолу. Продукт гниття білків, що міститься у калі. 
У великих концентраціях має відразливий запах. У малих концентраціях скатол має вершково-молочний запах, при ще більшому розрідженні — квітковий. Використовується як ароматизатор у парфумерії, харчовій та тютюновій промисловості.